# Udara dilectus
Udara dilectus är en fjärilsart som beskrevs av Moore 1879. Udara dilectus ingår i släktet Udara och familjen juvelvingar. Inga underarter finns listade i Catalogue of Life.

## Bildgalleri

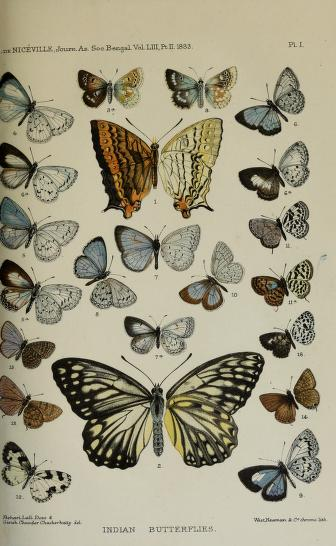
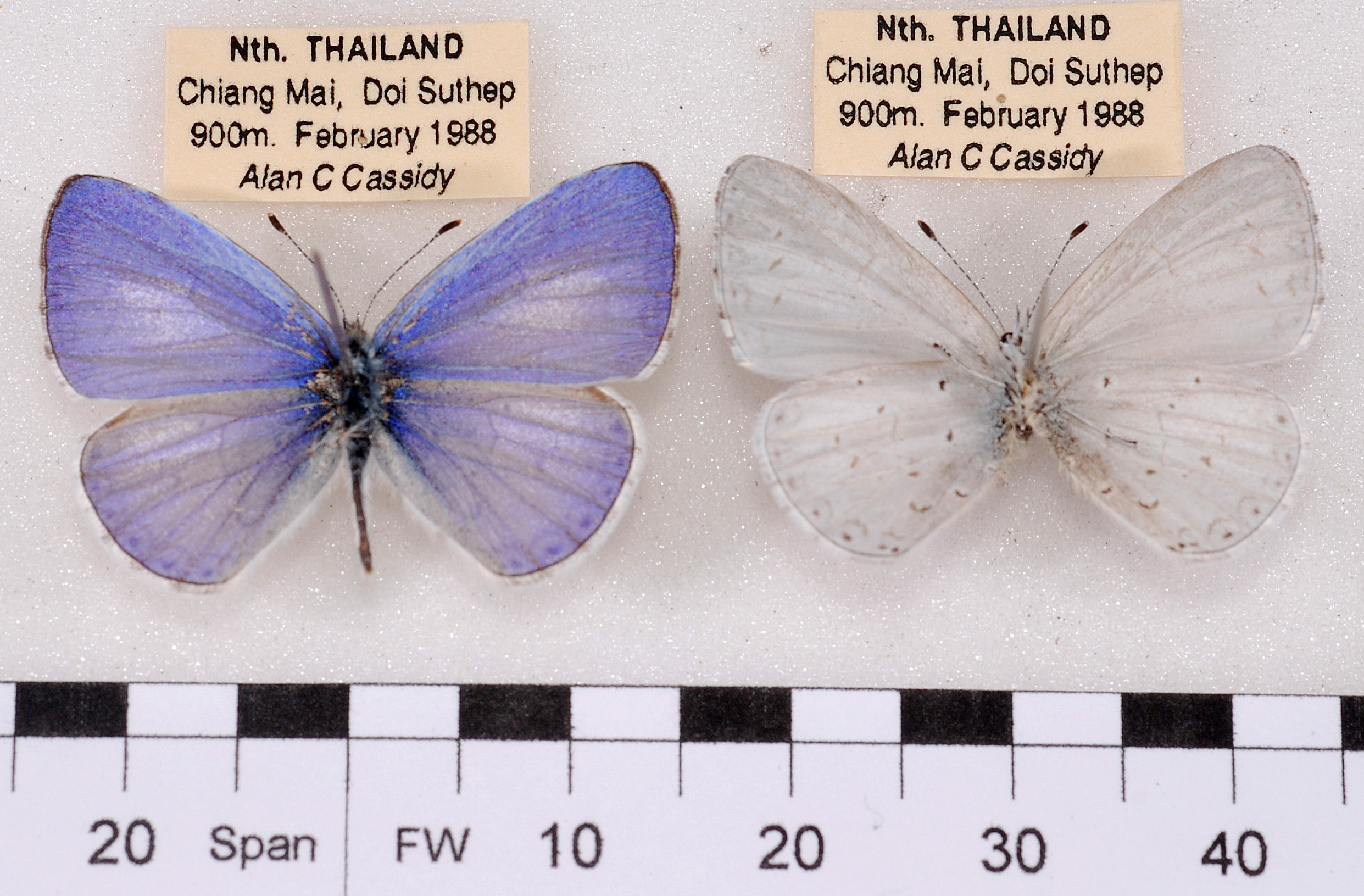
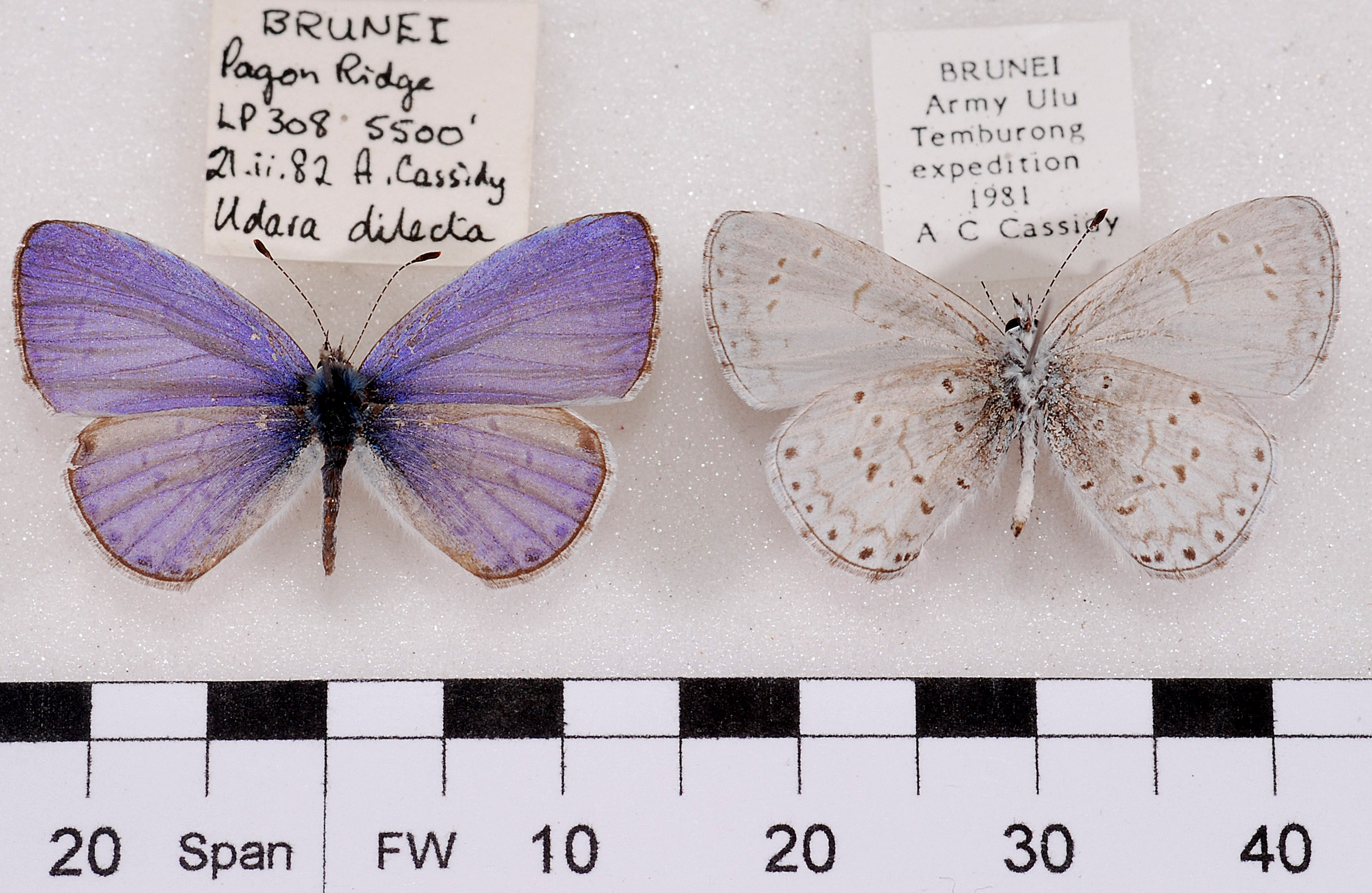
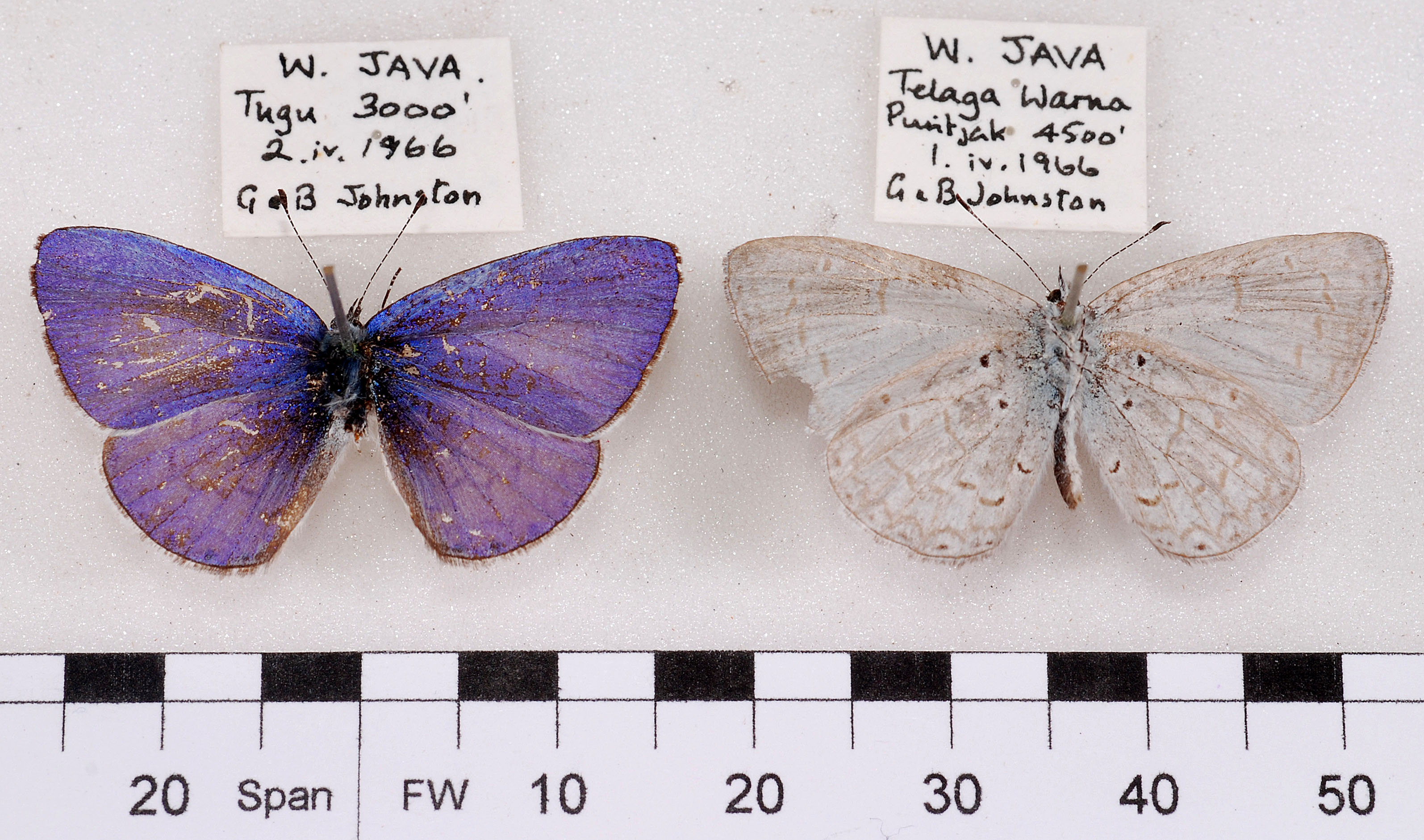
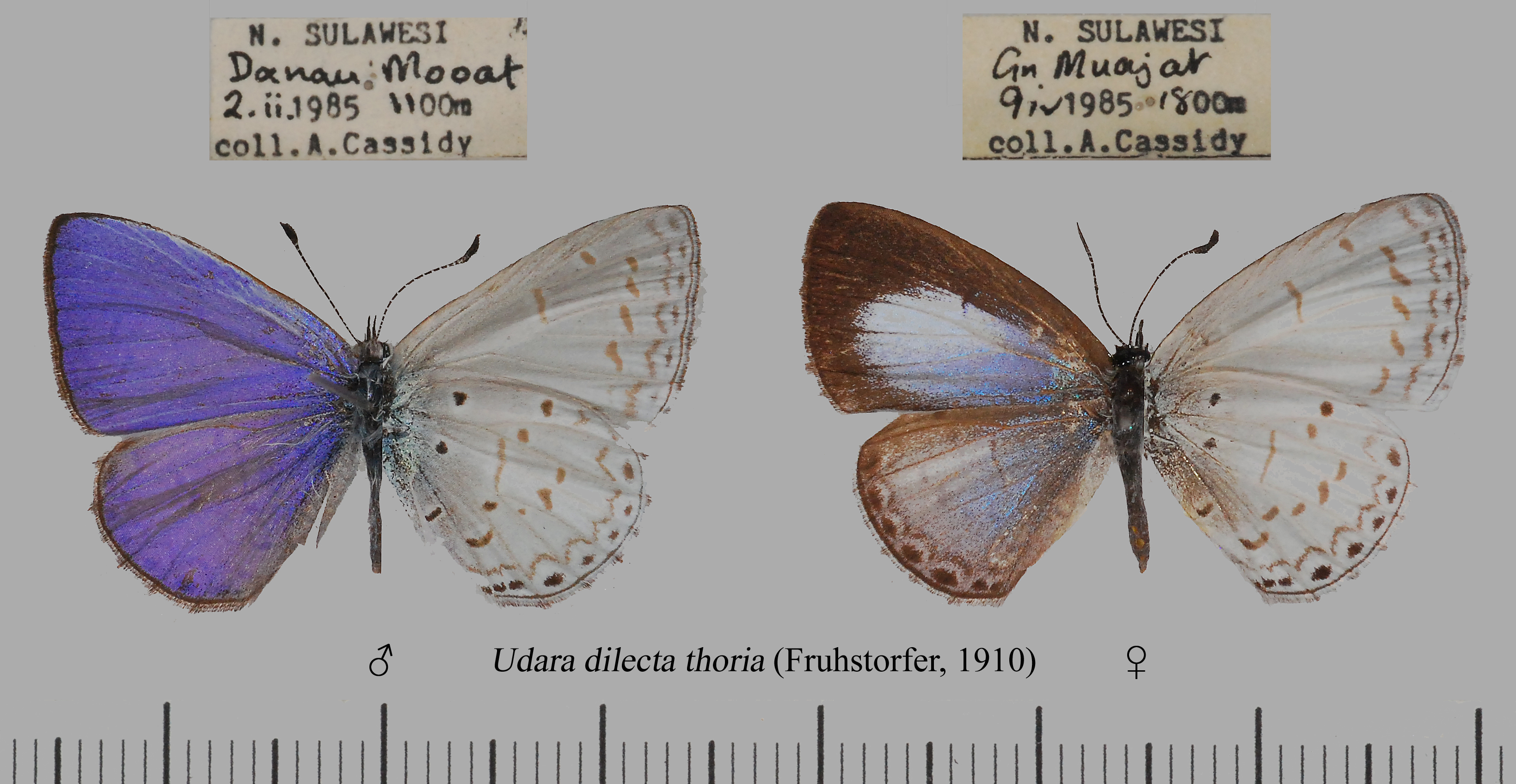